# Коламбіавілл (Мічиган)
Коламбіавілл (англ. Columbiaville) — селище (англ. village) в США, в окрузі Лапір штату Мічиган. Населення — 702 особи (2020).

## Географія
Коламбіавілл розташований за координатами 43°9′20″ пн. ш. 83°24′17″ зх. д. / 43.15556° пн. ш. 83.40472° зх. д. (43.155524, -83.404815).  За даними Бюро перепису населення США в 2010 році селище мало площу 2,96 км², з яких 2,19 км² — суходіл та 0,77 км² — водойми.

## Демографія
Згідно з переписом 2010 року, у селищі мешкало 787 осіб у 299 домогосподарствах у складі 207 родин. Густота населення становила 266 осіб/км².  Було 335 помешкань (113/км²).
Расовий склад населення:
| - 95,2 % — білих - 0,4 % — корінних американців - 0,1 % — азіатів - 2,5 % — осіб інших рас |

До двох чи більше рас належало 1,8 %. Частка іспаномовних становила 4,6 % від усіх жителів.
За віковим діапазоном населення розподілялося таким чином: 27,1 % — особи молодші 18 років, 61,0 % — особи у віці 18—64 років, 11,9 % — особи у віці 65 років та старші. Медіана віку мешканця становила 36,4 року. На 100 осіб жіночої статі у селищі припадало 91,5 чоловіків;  на 100 жінок у віці від 18 років та старших — 92,6 чоловіків також старших 18 років.
Середній дохід на одне домашнє господарство  становив 46 143 долари США (медіана — 37 396), а середній дохід на одну сім'ю — 51 198 доларів (медіана — 44 500). За межею бідності перебувало 24,3 % осіб, у тому числі 33,3 % дітей у віці до 18 років та 8,9 % осіб у віці 65 років та старших.
Цивільне працевлаштоване населення становило 254 особи. Основні галузі зайнятості: виробництво — 31,9 %, будівництво — 13,0 %, освіта, охорона здоров'я та соціальна допомога — 12,6 %.